# Bohumil Soudský
Bohumil Soudský (19. ledna 1922 Plzeň – 15. ledna 1976 Paříž, Francie) byl český archeolog pravěku (hlavně neolitu), působící též ve Francii. Je znám unikátním velkoplošným výzkumem prvních zemědělců v Bylanech u Kutné Hory, relativní chronologií kultury s lineární keramikou a první využíval počítače pro dokumentaci a interpretaci archeologických výzkumů. Václav Erben podle něj vytvořil fiktivní postavu dr. Soudka v několika románech s kapitánem Exnerem.

## Život a kariéra

### Studia za války a po válce
Bohumil Soudský se narodil do úřednické rodiny. Jeho otec, který se jmenoval také Bohumil Soudský, byl ředitelem družstva a členem ústředního výboru socialistické strany. Maminka Růžena Soudská (uváděná též jako Rosalia) se za svobodna jmenovala Pelantová. Studia na Akademickém gymnáziu v Praze ukončil za války v roce 1941 maturitou z latiny, starořečtiny a němčiny. 
Během okupace se pro špatný zdravotní stav vyhnul nasazení, a protože vysoké školy okupanti zavřeli, pokračoval ve studiu na Arcibiskupském teologickém ústavu ve Strahovském klášteře a zabýval se zejména orientální archeologii, hebrejštinou a akkadštinou (učitelem tohoto jazyka byl Bedřich Hrozný, zakladatel chetitologie, který rozluštil jazyk Chetitů). 
Po skončení druhé světové války a znovuotevření vysokých škol nastoupil od září 1945 jako jeden z prvních studentů Filozofické fakulty Karlovy univerzity ke studiu klasické archeologie, prehistorie, asyriologie, dějin starého Orientu a dalších předmětů.

### Studia ve Francii
Pro vynikající studijní výsledky a na doporučení Bedřicha Hrozného se v roce 1946 zapsal na pařížskou Sorbonnu a poté studoval ještě také na École pratique des hautes études. Ve Francii studoval také jeho spolužák Jiří Frel. Bohumil Soudský se v Paříži zabýval akkadštinou, elamštinou, chetitštinou, sumerštinou, orientální archeologií, dějinami umění a dalšími předměty u řady význačných francouzských profesorů té doby, mimo jiné u asyriologa René Labata a sumerologa Raymonda-Rieca Jestina. Diplom ze semitských studí získal 10. března 1948.
Během pobytu a studia ve Francii v letech 1946–1948 také navázal mnoho dlouhodobých kontaktů, které poté využil jak při pozdějších archeologických výzkumech v Československu, tak zejména ke konci života, kdy ve Francii v 70. letech 20. století znovu dlouhodobě pobýval. Přestože byl pro školní rok 1948/1949 již přijat na École normale supérieure, tedy měl studovat již na třetí prestižní francouzské univerzitě, vrátil se na Karlovu univerzitu. Studia na Univerzitě Karlově dokončil v roce 1950 obhajobou diplomové práce „Nejstarší zemědělské civilizace v Přední Asii a jihovýchodní Evropě“.

### První zaměstnání a výzkumy
V letech 1948–1952 (tedy zčásti ještě během studia) nejprve působil jako asistent Prehistorického ústavu Univerzity Karlovy u Jana Eisnera a Jana Filipa. Poté, co mu bylo z politických důvodů odepřeno plánované další studium na Archeologickém ústavu v Londýně (jeho školitelem měl být Australan Vere Gordon Childe, který je mimo jiné autorem termínu neolitická revoluce), musel koncem roku 1952 z fakulty odejít. V letech 1952–1956 pracoval v Muzeu hlavního města Prahy, kde byl jmenován ředitelem prehistorického oddělení. V roce 1957 nastoupil do Archeologického ústavu (tehdy) Československé akademie věd, kde působil až do roku 1971. 
V 50. letech vedl nebo se významně podílel na několika záchranných výzkumech: Praha-Čakovice (knovízská kultura mladší doby bronzové), Praha-Hloubětín (pozdní halštatská kultura), Praha-Kobylisy (konec eneolitu, únětická kultura), Libenice mezi Kutnou Horou a Kolínem (kultura s vypíchanou keramikou) nebo Postoloprty (opět únětická kultura).
Největší proslulost i ve světě však získal dlouholetými mimořádně rozsáhlými výzkumy na nově objeveném archeologickém nalezišti v Bylanech u Kutné Hory, které uskutečnil inovativními metodami, které sám navrhl a je proto označován za vizionářského archeologa.

### Výzkumy vBylanech uKutné Hory
Lokalita na jihovýchodním okraji obce Bylany u Kutné Hory, nazývaná neolitický sídelní areál Bylany nebo  archeologické naleziště Bylany u Kutné Hory či také Bylany, osada nejstarších zemědělců (z mladší doby kamenné), byla objevena v 50. letech 20. století (nezaměňovat s Bylany u Českého Brodu, kde navíc shodou okolností je též archeologické naleziště, byť z jiného období). 
Unikátní hlavní velkoplošný archeologický výzkum zde proběhl ve dvou etapách v letech 1955–1964 a 1966–1967 právě pod vedením Bohumila Soudského. Na ten navázaly další menší výzkumy jeho žáků a spolupracovníků v letech 1977–1980, 1990, 1993 a 2004 (zejména Marie Zápotocká, Ivan Pavlů a Jan Rulf). V roce 1957 zde proto vzniklo detašované pracoviště Archeologického ústavu Československé akademie věd, nyní Archeologického ústavu Akademie věd ČR, které se skládá z několika původních dřevěných budov v malém oploceném areálu.
V rámci hlavního velkoplošného výzkumu bylo odkryto celkem 7 hektarů pozůstatků osídlení ze dvou období: kultury s lineární keramikou (mezinárodně označováno zkratkou LBK) a kultury s vypíchanou keramikou (zkratka STK). Dodnes jde o největší odkrytou plochu neolitického sídliště v České republice a jeden z největších a nejdůležitějších sídelních areálů neolitické kultury v celé Evropě (přestože původní záměry týmu Bohumila Soudského byly ještě mnohem rozsáhlejší). Památkový katalog Národního památkového ústavu charakterizuje bylanské sídliště jako „klíčovou lokalitu české prehistorické archeologie“.
V roce 1965 získal titul CSc. v oboru historických věd, habilitoval se prací o neolitických stavbách prvních zemědělců, kde výsledky z Bylan rozsáhle využil. V současnosti nejsou pozůstatky osídlení v terénu vidět, v okolí Bylan jsou normálně obhospodařovaná pole nebo louky. Avšak autentické záběry z velkoplošných odkryvů je možné krátce vidět v dále zmíněném filmu Poklad byzantského kupce z roku 1966, tedy z období, kdy zdejší výzkumy řídil Bohumil Soudský.

## Předloha pro postavu dr. Soudka

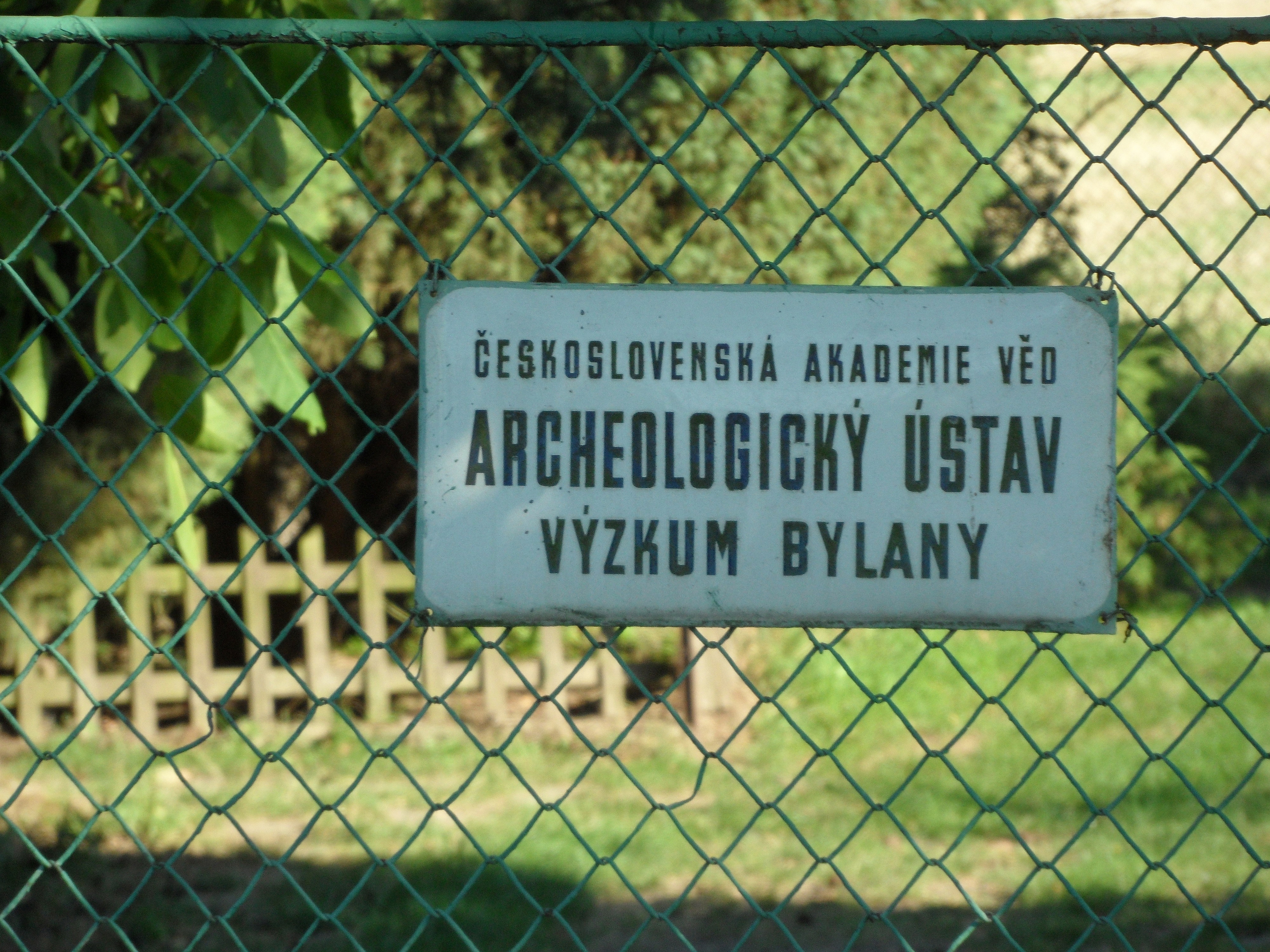
Dochované původní označení, ve filmu upraveno na Bylaves.

### Využití počítačů ve výzkumu
Význam Bohumila Soudského nespočívá jen v samotném (byť unikátním) velkoplošném archeologickém výzkumu, ale také v jeho zásadním přínosu k rozvoji archeologických metod a způsobu provádění archeologických výzkumů. Velký důraz kladl na co největší přesnost při publikaci archeologických výzkumných zpráv, mimo jiné nutnost důsledně rozlišit popisy nálezů či pramenné údaje od interpretace výsledků.
A protože během výzkumu v Bylanech bylo nalezeno přibližně 200 tisíc artefaktů, rozhodl se jak k samotné evidenci, tak následnému vyhodnocení a interpretaci archeologického materiálu vůbec poprvé v dějinách archeologie ve velkém měřítku použít matematicko-statistické metody a výpočetní techniku. I proto Bylany dodnes patří k nejvýznamnějším výzkumům evropského neolitu a jeho výsledky významně ovlivnily bádání v celé Evropě.
Je třeba si uvědomit, že v té době byly počítače stále ještě víceméně novinkou, z dnešního hlediska měly až směšně malý výkon a kapacitu vnitřní i externí paměti (např. vstupní data o archeologických nálezech se pořizovala výhradně na děrných štítcích). V socialistických zemích byly navíc počítače velmi nedostatkovým zbožím. O to více vynikne toto jejich inovativní využití.

### Relativní chronologie keramiky
Areál archeologického naleziště v Bylanech  patří k nejlépe prozkoumaným pravěkým lokalitám v celé Evropě. Na základě podrobného rozboru nejen zde nalezené keramiky sestavili Bohumil Soudský a Evžen Neustupný relativní chronologii kultury s lineární keramikou na území Čech. Rozbor surovin použitých k výrobě nástrojů zase umožnil sledování obchodních kontaktů v době pravěku.

### Pobyt a výzkumy ve Francii
Poté, co Pražské jaro skončilo v srpnu 1968 invazí vojsk Varšavské smlouvy a začala tzv. normalizace, jeho koncepce evropského neolitu a eneolitu se v 70. letech paradoxně stala součástí vysokoškolské učebnice Dějiny pravěku a starověku I–II, ovšem anonymně bez uvedení jména autora.
Nejprve se v roce 1970 stal hostujícím profesorem na Sárské univerzitě v německém Saarbrückenu a poté také na pařížské Sorbonně. V roce 1971 byl jmenován řádným profesorem prehistorie a raných dějin na této prestižní francouzské univerzitě a tehdejší normalizační vedení mu povolilo vycestovat na tři roky. Když v roce 1973 požádal o další prodloužení pobytu, československé úřady to odmítly, následně zamítly také jeho žádost o vystěhování (jinde je uváděno, že jako emigrant byl veden již od listopadu 1972). V roce 1975 byl v nepřítomnosti odsouzen podle nechvalně proslulého paragrafu o opuštění republiky a jako emigrant měl zmizet z povědomí, až po roce 1989 se jeho jméno mohlo znovu objevit.
Na pařížské Sorbonně Bohumil Soudský působil až do své smrti, opět se věnoval neolitu jako jeden z prvních archeologů ve Francii a  přednášel o evropské protohistorii. Založil zde moderní archeologické oddělení, specializovanou knihovnu a dokumentační středisko o evropském neolitu. S celým týmem se zúčastnil záchranného archeologického výzkumu na severu Francie, v údolí řeky Aisne, která je přítokem Oise. Důvodem byl projekt výstavby kanálu. Záchranný výzkum objevil velké množství stop po neolitickém osídlení.
Inicioval proto vznik dlouhodobého výzkumného projektu, na jehož financování se dodnes podílí francouzský stát a departement Aisne, ve kterém jsou stále prováděny archeologické výzkumy. V roce 1971 vedl výzkumy na lokalitě Chassemy a v letech 1972–1975 v Cuiry-lès-Chaudardes. V pozdějších letech jeho spolupracovníci odhalili v departementu Aisne rozsáhlé pozůstatky neolitického osídlení na několika dalších lokalitách, včetně Villeneuve-Saint-Germain a Cuiry-lès-Chaudardes. Stejně jako v Bylanech byly i zde archeologické nálezy dokumentovány a analyzovány pomocí matematicko-statistických metod s využitím výpočetní techniky. 
V červnu 1975 získal na pařížské Sorbonně titul „Docteur ès Lettres et Sciences Humaines“. Zemřel náhle 15. ledna 1976 na pařížské klinice Hôpital Bichat před plánovanou operací srdce. Jeho syn, který v té době studoval Vysokou školu ekonomickou, obor statistika, musel žádat nejen o devizový příslib a  výjezdní doložku, ale také získat doporučení z vysoké školy. To mu dal docent Čermák, když mu slíbil, že v Paříži nezůstane. Tento slib dodržel, i když na pohřbu mu francouzští přátelé otce nabízeli, aby zůstal. Chtěli se postarat alespoň o syna člověka, kterého si velmi vážili. Urnu s ostatky otce později do Československa tajně přivezl jeho blízký přítel a spolupracovník Jean Paul Demoulea, byla uložena do hrobky rodiny Soudských na hřbitově v Chloumku u Mělníka.

## Osobní život
Manželka Bohumila Soudského, Eva Soudská (1922–2015) vystudovala archeologii na Filozofické fakultě (během studií se seznámili) a byla také významnou archeoložkou. Nepracovala však v Bylanech, ale na jiných archeologických lokalitách, zejména Krašovice u Sedlčan a Hrádek u Manětína 	(zaměřovala se na keltské osídlení). 
Manželé měli dvě děti. Starší dcera Eliška se později během normalizace legálně vystěhovala do zahraničí, když využila právní kličku. Naoko se rozvedla se svým manželem, provdala se za francouzského vědce, otcova spolupracovníka a přítele. V rámci scelování rodin jí povolili vycestovat do zahraničí. Mezitím její původní manžel emigroval přes Jugoslávii. Sešli se v Rakousku, kde žijí dodnes. 
Syn Ondřej (* 1952) vystudoval již zmíněnou statistiku na Vysoké škole ekonomické a pracoval jako statistik v Centrálním výpočetním středisku Československé akademie věd. Ještě v době studií se začal zajímat o křesťanství a později se stal dominikánem, přijal řeholní jméno Vojtěch. V roce 1987 byl v Lipsku (tehdy NDR) tajně vysvěcen na kněze. V letech 1991–2000 byl farářem v Praze na Zlíchově, od roku 2001 v Plzni.